# Neolimnomyia hetaira
Neolimnomyia hetaira är en tvåvingeart som först beskrevs av Alexander 1956.  Neolimnomyia hetaira ingår i släktet Neolimnomyia och familjen småharkrankar. Inga underarter finns listade i Catalogue of Life.